# Microvalgus glaber
Microvalgus glaber är en skalbaggsart som beskrevs av Lea 1914. Microvalgus glaber ingår i släktet Microvalgus och familjen Cetoniidae. Inga underarter finns listade i Catalogue of Life.